# Victor Wernersson
Victor Christoffer Wernersson (Malmö, 6 juli 1995) is een Zweedse voetballer die doorgaans als linksachter speelt. Hij staat onder contract bij het Nederlandse NAC Breda tot 2024. In augustus 2021 werd Wernersson uitgeleend aan het Noorse Stabaek.

## Clubcarrière
Victor Wernersson zat op negentienjarige leeftijd tijdens twee kwalificatiewedstrijden voor de UEFA Champions League op de bank bij Malmö FF waar hij speelde aan de zijde van bekende namen als Emil Forsberg en Isaac Thelin.
Ook had hij op 30 juli 2020 een aandeel in de bekerwinst van zijn toenmalige club IFK Göteborg met een assist op Patrik Karlsson Lagemyr die het eerste doelpunt voor zijn rekening nam tijdens de met 2-1 gewonnen bekerfinale tegen Malmö FF.
Wernersson maakte op 1 september 2020 de overstap van IFK Göteborg naar de Belgische Jupiler Pro League club KV Mechelen. Hij kwam er amper aan spelen toe en werd begin augustus 2021 tot aan de winterstop uitgeleend met aankoopoptie aan de Noorse staartploeg Stabaek.

## Clubstatistieken
| Seizoen         | Club             | Competitie         | Competitie | Competitie | Play-offs | Play-offs | Beker | Beker | Europa | Europa | Supercup | Supercup | Totaal | Totaal |
| Seizoen         | Club             | Competitie         | Wed.       | Dlp.       | Wed.      | Dlp.      | Wed.  | Dlp.  | Wed.   | Dlp.   | Wed.     | Dlp.     | Wed.   | Dlp.   |
| --------------- | ---------------- | ------------------ | ---------- | ---------- | --------- | --------- | ----- | ----- | ------ | ------ | -------- | -------- | ------ | ------ |
| 2015            | Syrianska FC     | Superettan         | 25         | 0          | —         | —         | 3     | 0     | —      | —      | —        | —        | 28     | 0      |
| 2016            | Syrianska FC     | Superettan         | 28         | 0          | —         | —         | 4     | 0     | —      | —      | —        | —        | 32     | 0      |
| 2017            | Syrianska FC     | Superettan         | 9          | 0          | —         | —         | 1     | 0     | —      | —      | —        | —        | 10     | 0      |
| 2017-2018       | Vejle BK         | NordicBet Liga     | 13         | 0          | —         | —         | 0     | 0     | 0      | 0      | —        | —        | 13     | 0      |
| 2018            | IFK Göteborg     | Allsvenskan        | 30         | 2          | —         | —         | 3     | 0     | 0      | 0      | —        | —        | 33     | 2      |
| 2019            | IFK Göteborg     | Allsvenskan        | 29         | 0          | —         | —         | 4     | 2     | 0      | 0      | —        | —        | 33     | 2      |
| 2020            | IFK Göteborg     | Allsvenskan        | 18         | 0          | —         | —         | 6     | 1     | 0      | 0      | —        | —        | 24     | 1      |
| 2020-2021       | KV Mechelen      | Jupiler Pro League | 8          | 0          | 0         | 0         | 1     | 0     | —      | —      | —        | —        | 9      | 0      |
| 2021            | KV Mechelen      | Jupiler Pro League | 0          | 0          | 0         | 0         | 0     | 0     | —      | —      | —        | —        | 0      | 0      |
| 2021            | → Stabæk Fotball | Eliteserien        | 13         | 0          | —         | —         | 0     | 0     | 0      | 0      | —        | —        | 13     | 0      |
| 2022            | → Stabæk Fotball | Eliteserien        | 28         | 1          | 0         | 0         | 1     | 1     | —      | —      | —        | —        | 29     | 2      |
| 2022-2023       | NAC Breda        | Eerste divisie     | 10         | 2          | 0         | 0         | 1     | 0     | —      | —      | —        | —        | 11     | 2      |
| Carrière totaal | Carrière totaal  | Carrière totaal    | 211        | 5          | 0         | 0         | 24    | 4     | 0      | 0      | 0        | 0        | 235    | 9      |

## Palmares
| Competitie       | Aantal       | Jaren        |
| IFK Göteborg     | IFK Göteborg | IFK Göteborg |
| ---------------- | ------------ | ------------ |
| Nationaal        |              |              |
| Beker van Zweden | 1x           | 2020         |

1 Kortsmit ·
2 Lucassen ·
4 Kemper ·
5 Van den Bergh  ·
6 Staring ·
7 Garbett ·
8 Leemans ·
9 Kostorz ·
10 Ómarsson ·
11 Paula ·
12 Greiml ·
14 Kaied ·
15 Mahmutović ·
16 Balard ·
17 Kuijpers ·
18 Van Reeuwijk ·
19 Fernandes ·
20 Oldrup Jensen ·
23 Kongolo ·
25 Valerius ·
28 Mol ·
29 Van Hooijdonk ·
30 Versluis ·
31 Lamprou ·
37 Van Lare ·
39 Janošek ·
44 Busi ·
55 Sowah ·
77 Sauer ·
99 Bielica ·
Coach: Hoefkens
· Assistent-trainer: Güvenç
· Assistent-trainer: Kaczmarek
· Keeperstrainer: Babos